# 小行星3221
小行星3221（3221 Changshi），又称为常熟星，是由紫金山天文台在1981年12月2日发现的主带小行星。
小行星3221以江苏省苏州市下辖的县级市常熟市命名。